# Tungvikt i fristil i brottning vid olympiska sommarspelen 1976
Herrarnas brottningsturnering i fristil i viktklassen tungvikt vid olympiska sommarspelen 1976 avgjordes i Maurice Richard Arena i Montréal. 

## Medaljörer
| Klass    | Guld                         | Silver                   | Brons                   |
| Tungvikt | Ivan Jarigin · Sovjetunionen | Russell Hellickson · USA | Dimo Kostov · Bulgarien |

## Resultat
Legend
- TF — Vinst genom fall
- IN — Vinst genom att motståndaren skadas
- DQ — Vinst genom passivitet
- D1 — Vinst genom passivitet, vinnaren är också passiv
- D2 — Båda brottarna förlorade på grund av passivitet
- FF — Vinst genom förverkande
- DNA — Anlände inte
- TPP — Totala straffpoäng
- MPP — Matchstraffpoäng

Straff
- 0 — Vinst genom fall, teknisk överlägsenhet, passivitet, skada och förverkande
- 0.5 — Vinst på poäng, 8-11 poängs skillnad
- 1 — Vinst på poäng, 1-7 poängs skillnad
- 2 — Vinst på passivitet,  vinnaren är också passiv
- 3 — Förlust på poäng, 1-7 poängs skillnad
- 3.5 — Förlust på poäng, 8-11 poängs skillnad
- 4 — Förlust genom fall, teknisk överlägsenhet, passivitet, skada och förverkande

### Elimineringsrunda

#### Omgång 1
| TPP | MPP |                            | Poäng     |                              | MPP | TPP |
| --- | --- | -------------------------- | --------- | ---------------------------- | --- | --- |
| 3   | 3   | Reza Soukhteh-Saraei (IRI) | 6 - 8     | Kazuo Shimizu (JPN)          | 1   | 1   |
| 0   | 0   | Russell Hellickson (USA)   | TF / 2:35 | Keith Peache (GBR)           | 4   | 4   |
| 4   | 4   | Steve Daniar (CAN)         | TF / 2:44 | Dimo Kostov (BUL)            | 0   | 0   |
| 3   | 3   | Enache Panaite (ROU)       | 3 - 5     | Khorloogiin Bayanmönkh (MGL) | 1   | 1   |
| 3.5 | 3.5 | Harald Büttner (GDR)       | 5 - 13    | Ivan Jarigin (URS)           | 0.5 | 0.5 |
| 4   | 4   | Tore Hem (NOR)             | TF / 3:18 | Petr Drozda (TCH)            | 0   | 0   |
| 0   | 0   | Daniel Verník (ARG)        | TF / 0:17 | Robert N'Diaye (SEN)         | 4   | 4   |
| 0   |     | Hans-Peter Stratz (FRG)    |           | Bye                          |     |     |

#### Omgång 2
| TPP | MPP |                              | Poäng     |                            | MPP | TPP |
| --- | --- | ---------------------------- | --------- | -------------------------- | --- | --- |
| 3   | 3   | Hans-Peter Stratz (FRG)      | 4 - 10    | Reza Soukhteh-Saraei (IRI) | 1   | 4   |
| 5   | 4   | Kazuo Shimizu (JPN)          | DQ / 6:52 | Russell Hellickson (USA)   | 0   | 0   |
| 7.5 | 3.5 | Keith Peache (GBR)           | 6 - 14    | Steve Daniar (CAN)         | 0.5 | 4.5 |
| 0   | 0   | Dimo Kostov (BUL)            | TF / 4:05 | Enache Panaite (ROU)       | 4   | 7   |
| 2   | 1   | Khorloogiin Bayanmönkh (MGL) | 9 - 5     | Harald Büttner (GDR)       | 3   | 6.5 |
| 0.5 | 0   | Ivan Jarigin (URS)           | TF / 1:26 | Daniel Verník (ARG)        | 4   | 4   |
| 0   | 0   | Petr Drozda (TCH)            | TF / 2:48 | Robert N'Diaye (SEN)       | 4   | 8   |
| 4   |     | Tore Hem (NOR)               |           | DNA                        |     |     |

#### Omgång 3
| TPP | MPP |                            | Poäng     |                              | MPP | TPP |
| --- | --- | -------------------------- | --------- | ---------------------------- | --- | --- |
| 7   | 4   | Hans-Peter Stratz (FRG)    | TF / 2:58 | Kazuo Shimizu (JPN)          | 0   | 5   |
| 8   | 4   | Reza Soukhteh-Saraei (IRI) | TF / 8:26 | Russell Hellickson (USA)     | 0   | 0   |
| 8.5 | 4   | Steve Daniar (CAN)         | FF        | Khorloogiin Bayanmönkh (MGL) | 0   | 2   |
| 3.5 | 3.5 | Dimo Kostov (BUL)          | 5 - 16    | Ivan Jarigin (URS)           | 0.5 | 1   |
| 0   | 0   | Petr Drozda (TCH)          | TF / 2:19 | Daniel Verník (ARG)          | 4   | 8   |

#### Omgång 4
| TPP | MPP |                          | Poäng     |                              | MPP | TPP |
| --- | --- | ------------------------ | --------- | ---------------------------- | --- | --- |
| 8   | 3   | Kazuo Shimizu (JPN)      | 6 - 9     | Dimo Kostov (BUL)            | 1   | 4.5 |
| 0.5 | 0.5 | Russell Hellickson (USA) | 14 - 5    | Khorloogiin Bayanmönkh (MGL) | 3.5 | 5.5 |
| 1   | 0   | Ivan Jarigin (URS)       | TF / 5:30 | Petr Drozda (TCH)            | 4   | 4   |

#### Omgång 5
| TPP | MPP |                          | Poäng     |                    | MPP | TPP |
| --- | --- | ------------------------ | --------- | ------------------ | --- | --- |
| 3.5 | 3   | Russell Hellickson (USA) | 13 - 19   | Ivan Jarigin (URS) | 1   | 2   |
| 4.5 | 0   | Dimo Kostov (BUL)        | TF / 3:53 | Petr Drozda (TCH)  | 4   | 8   |
| 5.5 |     | Stelică Morcov (ROU)     |           | DNA                |     |     |

### Sista omgångarna
| TPP | MPP |                          | Poäng   |                    | MPP | TPP |
| --- | --- | ------------------------ | ------- | ------------------ | --- | --- |
|     | 3.5 | Dimo Kostov (BUL)        | 5 - 16  | Ivan Jarigin (URS) | 0.5 |     |
|     | 3   | Russell Hellickson (USA) | 13 - 19 | Ivan Jarigin (URS) | 1   | 1.5 |
| 4   | 1   | Russell Hellickson (USA) | 12 - 6  | Dimo Kostov (BUL)  | 3   | 6.5 |